# Iskiwci (rejon łubieński)
Iskiwci (ukr. Ісківці) – wieś na Ukrainie, w obwodzie połtawskim, w rejonie łubieńskim. W 2001 liczyła 896 mieszkańców, spośród których 863 wskazało jako ojczysty język ukraiński, 31 rosyjski, a 2 mołdawski.